# Jeziora-Nowina
Jeziora-Nowina (do 1996 Jeziora-Nowiny) – wieś sołecka w Polsce położona w województwie mazowieckim, w powiecie grójeckim, w gminie Pniewy.
W latach 1975–1998 miejscowość administracyjnie należała do województwa radomskiego. W latach 1975–1998 miejscowość administracyjnie należała do województwa radomskiego.      